# Gustav von Diepenbroick-Grüter
Gustav Wilhelm Adam Freiherr von Diepenbroick-Grüter (* 9. Oktober 1815 in Haus Marck; † 14. März 1899 in Berlin) war ein deutscher Richter und Parlamentarier.

## Herkunft
Er entstammt der zweiten Ehe seines Vaters, des Freiherren Johann Adolf Gustav von Grüter († 20. Februar 1822). Der Landrat Ludwig von Diepenbroick-Grüter (1804–1870) war sein Bruder.

## Leben
Gustav von Diepenbroick-Grüter studierte von 1834 bis 1837 Rechtswissenschaften unter anderem an der Rheinischen Friedrich-Wilhelms-Universität Bonn. 1837 wurde er Mitglied des Corps Guestphalia Bonn. 1837 wurde er Auskultator und 1839 Referendar am Oberlandesgericht Hamm. Von dort ging er 1844 als Assessor zum Land- und Stadtgericht Duisburg. 1850 wurde er als Kreisrichter in Hamm zum Appellationsgericht abgeordnet. 1856 wurde er Appellationsgerichtsrat in Greifswald und 1860 Kammergerichtsrat in Berlin. 1868 erfolgte seine Ernennung zum Obertribunalsrat. 1873 wurde er Mitglied des Gerichtshofs für kirchliche Angelegenheiten.
Diepenbroick-Grüter saß 1862 für den Wahlkreis Münster 1 im Preußischen Abgeordnetenhaus und gehörte der Fraktion der Rechten an.

## Schriften
- Schiller’s Lied von der Glocke. Lateinisch im Metrum des Originals, mit Reimen und Beobachtungen der römischen Sylben-Quantität. Schulz, Hamm 1841; Neuausgabe unter dem lateinischen Titel Schilleri de campana carmen. Grote, Hammone ad Luppiam [Hamm an der Lippe], Editio altera [2. Auflage] 1865.